# Prometheus (maan)
Prometheus is een maan van Saturnus en vernoemd naar de Titaan Prometheus uit de Griekse mythologie.
In 1980 werd Prometheus ontdekt aan de hand van de Voyager-foto's. Het is een kleine herdermaan in de F-ring en is erg uitgerekt (148 × 100 × 68 kilometer). Het heeft veel kraters, maar lang niet zoveel als Pandora, die zich ook in de F-ring bevindt. Ook Epimetheus en Janus hebben meer kraters. Deze vier manen zijn waarschijnlijk zeer poreuze ijsmanen.